# HMS Galatea (1914)

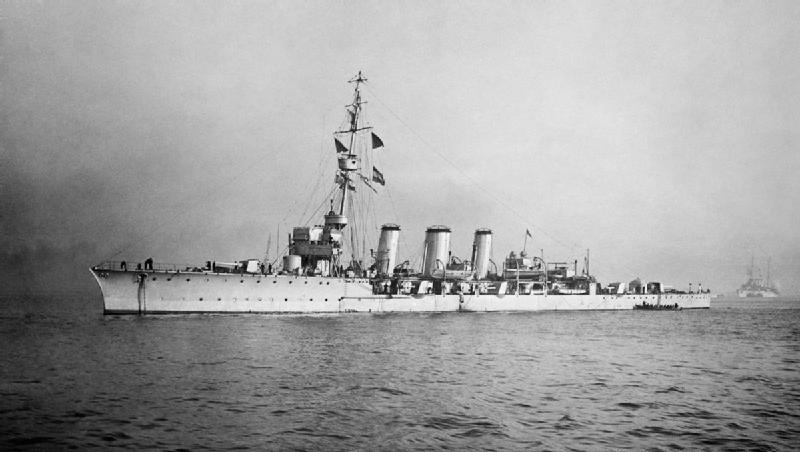
HMS Galatea

HMS Galatea var en lätt kryssare av Arethusa-klass i Royal Navy som sjösattes den 14 maj 1914 vid William Beardmore and Company-varvet.